# Beaumont Street, Oxford

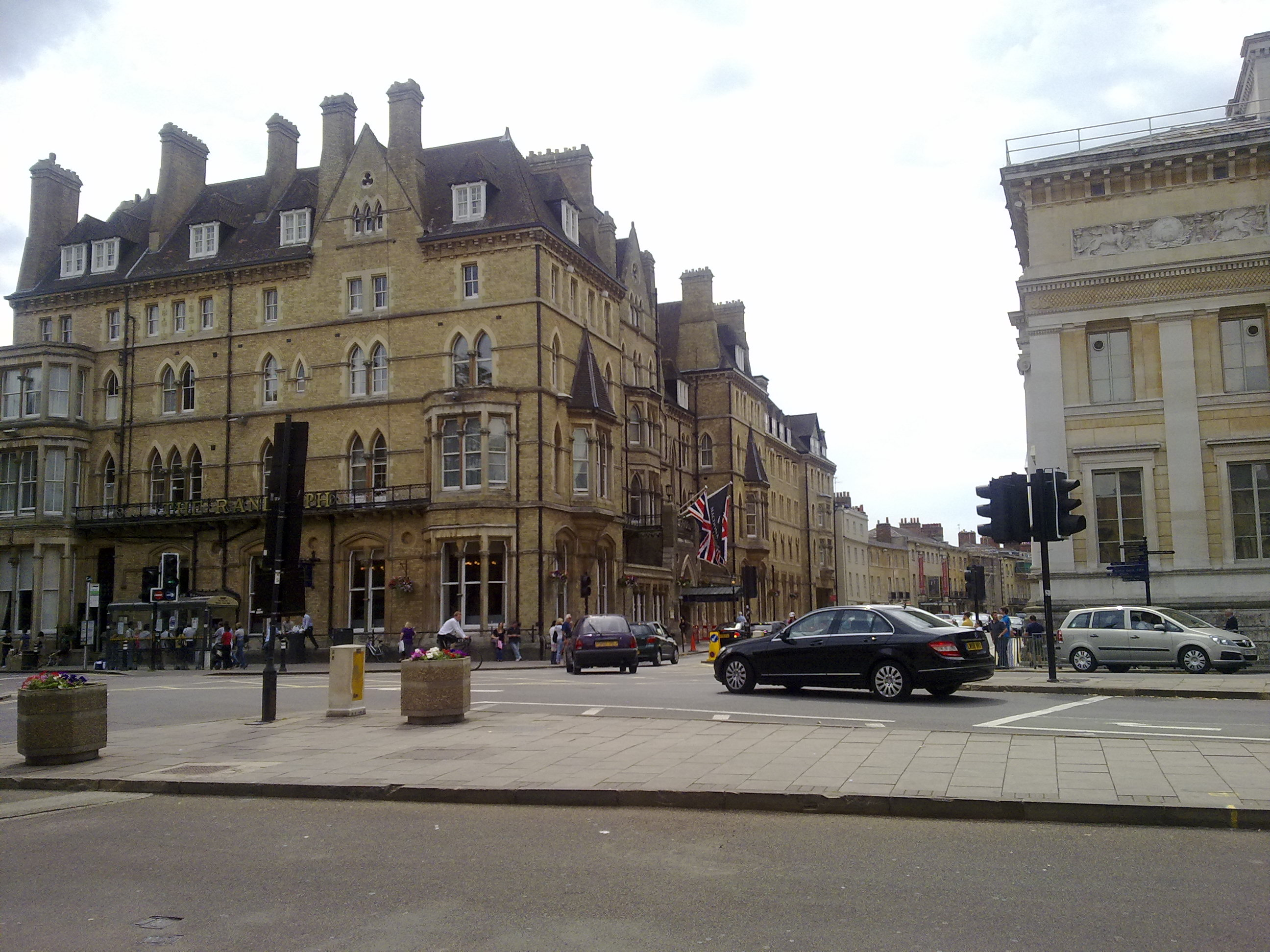
Vy mot Beaumont Street västerut med Randolph Hotel till vänster och Taylor Institution till höger.

Beaumont Street är en gata i centrala Oxford i England. 
Gatan går i öst-västlig riktning strax norr om den medeltida innerstaden. Den anlades mellan 1828 och 1837 med eleganta radhus i regencystil. I samband med anläggandet revs de sista ruinresterna av det medeltida kungliga residenspalatset Beaumont Palace, som gatan är uppkallad efter. Platsen för det tidigare palatset är idag utmärkt med en plakett på en kolonn nära korsningen med Walton Street.
Vid västra änden av gatan ligger Worcester College vid korsningen med Walton Street norrut och Worcester Street söderut. Nära gatans mitt ansluter St John Street norrut. På den södra sidan följer teatern Oxford Playhouse, uppförd efter ritningar av Edward Maufe 1938, där många av universitetets uppsättningar görs. Vid gatans östra ändes norra sida ligger Ashmolean Museums nuvarande 1800-talsbyggnad och Taylor Institution. Vid den östra änden ligger Martyrs' Memorial i korsningen med St Giles' norrut, och mitt emot museet ligger det viktorianska lyxhotellet Randolph Hotel vid korsningen med Magdalen Street söderut.
I anslutning till Ashmolean Museum vid 36 Beaumont Street ligger även Oxfords arkeologiska institut, etablerat 1962.